# هراوی
هراوی (به عربی: هراوی) یا عرب الحمدون روستایی فلسطینی، واقع در ۱۸ کیلومتری شمال شرق صفد بود.